# 比亚尔 (阿利坎特省)
比亚尔，是西班牙巴伦西亚自治区阿利坎特省的一个市镇。总面积98km2，总人口3539人（2001年），人口密度36人/km2。